# Ранчо Алегре (Тексас)
Ранчо Алегре (енгл. Rancho Alegre) насељено је место без административног статуса у америчкој савезној држави Тексас.

## Демографија
По попису из 2010. године број становника је 1.704, што је 71 (-4,0%) становника мање него 2000. године.
| Група             | 2000.         | 2010.         |
| Белци             | 151 (8,5%)    | 70 (4,1%)     |
| Афроамериканци    | 13 (0,7%)     | 2 (0,1%)      |
| Азијати           | 1 (0,1%)      | 0 (0,0%)      |
| Хиспаноамериканци | 1.615 (91,0%) | 1.630 (95,7%) |
| Укупно            | 1.775         | 1.704         |